# Skútustaðahreppur
Skútustaðahreppur es un municipio de Islandia. Se encuentra en la zona suroriental de la región de Norðurland Eystra y en el condado de Suður-Þingeyjarsýsla. 

## Población y territorio
Con un área de 6.036 kilómetros cuadrados, Skútustaðahreppur es uno de los municipios más extensos de todo el país. Su población es de 386 habitantes, según el censo de 2011, para una densidad de 0,06 habitantes por kilómetro cuadrado. Su capital es Reykjahlíð.
Su borde sur limita con la zona norte del glaciar de Vatnajökull. Su territorio incluye los lagos de Mývatn (frente a Reykjahlíð) y Öskjuvatn, así como los volcanes de Hverfjall, Askja, Krafla y Herðubreið.